# ایلوس (پسر داردانوس)
ایلوس (انگلیسی: Ilus) در اسطوره‌شناسی یونانی پادشاه داردانیا بود. ایلوس پسر بزرگ  داردانوس (پسر زئوس) از طریق همسرش  باته‌آ، دختر توسر بود.